# エバン・ミーク
エバン・デビッド・ミーク（Evan David Meek, 1983年5月12日 - ）はアメリカ合衆国・ワシントン州ベルビュー出身の元プロ野球選手（投手）。右投右打。

## 経歴

### プロ入りとツインズ傘下時代
2002年のMLBドラフトでミネソタ・ツインズから11巡目（全体332位）で指名され入団した。
2005年6月22日に解雇された。

### パドレス傘下時代
2005年9月17日にサンディエゴ・パドレスと契約。

### レイズ傘下時代
2006年8月24日にトレードでタンパベイ・デビルレイズヘ移籍。

### パイレーツ時代
2007年12月6日にルール5ドラフトでピッツバーグ・パイレーツから指名され移籍。
2008年4月2日にメジャーデビュー。9試合の登板で防御率6.92の成績で、5月4日に25人アクティブ・ロースター枠から外れたため、パイレーツは25,000ドルを支払い、ミークはレイズに復帰したが、5月14日にパイレーツはミークを復帰させた。その後はメジャーでプレイすること無くシーズンを終えた。
2009年は、8月11日のコロラド・ロッキーズ戦でわき腹を痛め、翌日から故障者リスト入りのままシーズンを終えた。
2010年はセットアッパーとして起用され、オールスターに選出された。球団史上、クローザーでないリリーフ投手のオールスター選出は1938年のメイス・ブラウン以来となった。

### レンジャース傘下時代
2012年12月6日、テキサス・レンジャーズとマイナー契約を結んだ。
2013年11月5日にFAとなった。

### オリオールズ時代
2014年2月5日にボルチモア・オリオールズとマイナー契約を結んだ。3月30日にオリオールズとメジャー契約を結び、開幕ロースター入りした。開幕後は8試合連続で無失点に抑えていたが、9試合目のトロント・ブルージェイズ戦で3安打4失点1四球と打ち込まれ、1死しか取れずシーズン初黒星を喫した。その後も結果を残すことができず、5月2日にAAA級ノーフォーク・タイズへ降格。5月15日に再昇格した が、登板のないまま5月16日にDFAとなった。5月17日に40人枠へ復帰し、AAA級ノーフォークへ異動したが、5月28日に40人枠を外れ、AAA級ノーフォークへ降格した。6月6日にオリオールズと再びメジャー契約を結び、同日のオークランド・アスレチックス戦に登板したが、同点の延長11回表に勝ち越し打を打たれ、2敗目を喫した。6月8日にトミー・ハンターが故障者リストから復帰したため、AAA級へ降格。6月27日にバド・ノリスが故障者リスト入りしたため、メジャーへ昇格。2試合に登板したが、6月29日のタンパベイ・レイズ戦では1回3安打4失点の乱調で3敗目を喫し、6月30日にAAA級へ降格した。登録枠が拡大された9月1日に再昇格。この年は23試合に登板し、0勝4敗、防御率5.79だった。オフの10月29日に40人枠を外れ、AAA級ノーフォークへ降格し、10月30日にFAとなった。

### ナショナルズ傘下時代
2015年1月21日に、ワシントン・ナショナルズとマイナー契約を結んだ。

### 起亜タイガース時代
2015年7月20日、不振により退団したフィリップ・ハンバーの代役として、韓国プロ野球の起亜タイガースと契約を結んだ。起亜では4勝を記録したが同年限りで退団。

### 独立リーグ時代
2016年5月3日に独立リーグ・アトランティックリーグのサマセット・ペイトリオッツと契約。7月20日に解雇となる。7月26日に同リーグのランカスター・バーンストーマーズと契約。シーズン終了後に退団し、この年限りで現役を引退した。
引退後は野球界を離れ、エネルギー会社に勤務している。

## 詳細情報

### 年度別投手成績
| 年 度    | 球 団    | 登 板 | 先 発 | 完 投 | 完 封 | 無 四 球 | 勝 利 | 敗 戦 | セ 丨 ブ | ホ 丨 ル ド | 勝 率 | 打 者 | 投 球 回 | 被 安 打 | 被 本 塁 打 | 与 四 球 | 敬 遠 | 与 死 球 | 奪 三 振 | 暴 投 | ボ 丨 ク | 失 点 | 自 責 点 | 防 御 率 | W H I P |
| -------- | -------- | ----- | ----- | ----- | ----- | -------- | ----- | ----- | -------- | ----------- | ----- | ----- | -------- | -------- | ----------- | -------- | ----- | -------- | -------- | ----- | -------- | ----- | -------- | -------- | ------- |
| 2008     | PIT      | 9     | 0     | 0     | 0     | 0        | 0     | 1     | 0        | 0           | .000  | 61    | 13.0     | 11       | 3           | 12       | 2     | 1        | 7        | 3     | 0        | 11    | 10       | 6.92     | 1.77    |
| 2009     | PIT      | 41    | 0     | 0     | 0     | 0        | 1     | 1     | 0        | 4           | .500  | 195   | 47.0     | 34       | 2           | 29       | 2     | 0        | 42       | 5     | 0        | 18    | 18       | 3.45     | 1.34    |
| 2010     | PIT      | 70    | 0     | 0     | 0     | 0        | 5     | 4     | 4        | 15          | .556  | 324   | 80.0     | 53       | 5           | 31       | 4     | 4        | 70       | 2     | 0        | 25    | 19       | 2.14     | 1.05    |
| 2011     | PIT      | 24    | 0     | 0     | 0     | 0        | 1     | 1     | 0        | 4           | .500  | 100   | 20.2     | 27       | 1           | 12       | 0     | 0        | 17       | 2     | 0        | 11    | 8        | 3.48     | 1.89    |
| 2012     | PIT      | 12    | 0     | 0     | 0     | 0        | 0     | 0     | 0        | 1           | ----  | 57    | 12.0     | 14       | 1           | 6        | 0     | 1        | 8        | 1     | 0        | 9     | 9        | 6.75     | 1.67    |
| 2014     | BAL      | 23    | 0     | 0     | 0     | 0        | 0     | 4     | 0        | 3           | .000  | 107   | 23.1     | 26       | 3           | 11       | 1     | 2        | 16       | 1     | 0        | 16    | 15       | 5.79     | 1.58    |
| 2015     | KIA      | 16    | 1     | 0     | 0     | 0        | 4     | 0     | 0        | 4           | 1.000 | 106   | 26.1     | 30       | 0           | 13       | 2     | 1        | 25       | 4     | 0        | 17    | 13       | 4.44     | 1.63    |
| MLB：8年 | MLB：8年 | 179   | 0     | 0     | 0     | 0        | 7     | 11    | 4        | 27          | .389  | 844   | 196.0    | 165      | 15          | 101      | 9     | 8        | 160      | 14    | 0        | 90    | 79       | 3.63     | 1.35    |
| KBO：1年 | KBO：1年 | 16    | 1     | 0     | 0     | 0        | 4     | 0     | 0        | 4           | 1.000 | 106   | 26.1     | 30       | 0           | 13       | 2     | 1        | 25       | 4     | 0        | 17    | 13       | 4.44     | 1.63    |

- 2015年度シーズン終了時

### 獲得タイトル・表彰
- MLBオールスターゲーム選出 1回：2010年

### 背番号
- 44 （2008年）
- 47 （2009年 - 2012年、2014年）
- 30 （2015年）